# Liste des députés européens du Royaume-Uni de la 3e législature
Il s'agit de la liste des membres du Parlement européen pour le Royaume-Uni lors de la session de 1989 à 1994. A noter qu'au cours de la session, les groupes parlementaires auxquels appartenaient les deux grands partis britanniques ont subi des changements. Le 1er mai 1992, le groupe des Démocrates européens, composé principalement de membres du Parti conservateur, s'est dissous et ses membres ont obtenu le statut de « parti associé » par le groupe PPE. Le 21 avril 1993, le Groupe socialiste, qui comprenait des membres du Parti travailliste, a été rebaptisé Groupe du Parti des socialistes européens.

## Liste
| Nom                      | Parti National                     | EP Groupe | Circonscription                     |
| ------------------------ | ---------------------------------- | --------- | ----------------------------------- |
| Gordon Adam              | Parti travailliste                 | SOC / PES | Northumbria                         |
| Richard Balfe            | Parti travailliste                 | SOC / PES | London South Inner                  |
| Roger Barton             | Parti travailliste                 | SOC / PES | Sheffield                           |
| Christopher Beazley      | Parti conservateur                 | DE / EPP  | Cornwall & Plymouth                 |
| Peter Beazley            | Parti conservateur                 | DE / EPP  | Bedfordshire South                  |
| Lord Bethell             | Parti conservateur                 | DE / EPP  | London North West                   |
| John Bird                | Parti travailliste                 | SOC / PES | Midlands West                       |
| David Bowe               | Parti travailliste                 | SOC / PES | Cleveland & Yorkshire North         |
| Janey Buchan             | Parti travailliste                 | SOC / PES | Glasgow                             |
| Bryan Cassidy            | Parti conservateur                 | DE / EPP  | Dorset East & Hampshire West        |
| Sir Frederick Catherwood | Parti conservateur                 | DE / EPP  | Cambridgeshire & Bedfordshire North |
| Ken Coates               | Parti travailliste                 | SOC / PES | Nottingham                          |
| Kenneth Collins          | Parti travailliste                 | SOC / PES | Strathclyde East                    |
| Peter Crampton           | Parti travailliste                 | SOC / PES | Humberside                          |
| Christine Crawley        | Parti travailliste                 | SOC / PES | Birmingham East                     |
| Margaret Daly            | Parti conservateur                 | DE / EPP  | Somerset & Dorset West              |
| Wayne David              | Parti travailliste                 | SOC / PES | South Wales                         |
| Alan Donnelly            | Parti travailliste                 | SOC / PES | Tyne and Wear                       |
| Hon. James Elles         | Parti conservateur                 | DE / EPP  | Oxford & Buckinghamshire            |
| Michael Elliott          | Parti travailliste                 | SOC / PES | London West                         |
| Winifred Ewing           | Scottish National Party            | RBW       | Highlands and Islands               |
| Alex Falconer            | Parti travailliste                 | SOC / PES | Scotland Mid & Fife                 |
| Glyn Ford                | Parti travailliste                 | SOC / PES | Greater Manchester East             |
| Pauline Green            | Parti travailliste                 | SOC / PES | London North                        |
| Lyndon Harrison          | Parti travailliste                 | SOC / PES | Cheshire West                       |
| Michael Hindley          | Parti travailliste                 | SOC / PES | Lancashire East                     |
| Geoff Hoon               | Parti travailliste                 | SOC / PES | Derbyshire                          |
| Paul Howell              | Parti conservateur                 | DE / EPP  | Norfolk                             |
| Stephen Hughes           | Parti travailliste                 | SOC / PES | Durham                              |
| John Hume                | Social Democratic and Labour Party | SOC / PES | Northern Ireland                    |
| Caroline Jackson         | Parti conservateur                 | DE / EPP  | Wiltshire                           |
| Christopher Jackson      | Parti conservateur                 | DE / EPP  | Kent East                           |
| Edward Kellett-Bowman    | Parti conservateur                 | DE / EPP  | Hampshire Central                   |
| Alfred Lomas             | Parti travailliste                 | SOC / PES | London North East                   |
| David Martin             | Parti travailliste                 | SOC / PES | Lothians                            |
| Henry McCubbin           | Parti travailliste                 | SOC / PES | Scotland North East                 |
| Michael McGowan          | Parti travailliste                 | SOC / PES | Leeds                               |
| Anne McIntosh            | Parti conservateur                 | DE / EPP  | Essex North East                    |
| Hugh McMahon             | Parti travailliste                 | SOC / PES | Strathclyde West                    |
| Edward McMillan-Scott    | Parti conservateur                 | DE / EPP  | York                                |
| Tom Megahy               | Parti travailliste                 | SOC / PES | Yorkshire South West                |
| James Moorhouse          | Parti conservateur                 | DE / EPP  | London South & Surrey East          |
| David Morris             | Parti travailliste                 | SOC / PES | Wales Mid & West                    |
| Stanley Newens           | Parti travailliste                 | SOC / PES | London Central                      |
| Eddie Newman             | Parti travailliste                 | SOC / PES | Greater Manchester Central          |
| Bill Newton Dunn         | Parti conservateur                 | DE / EPP  | Lincolnshire                        |
| James Nicholson          | Ulster Unionist Party              | DE / EPP  | Northern Ireland                    |
| Christine Oddy           | Parti travailliste                 | SOC / PES | Midlands Central                    |
| Lord O'Hagan             | Parti conservateur                 | DE / EPP  | Devon                               |
| Ian Paisley              | Democratic Unionist Party          | NI        | Northern Ireland                    |
| Ben Patterson            | Parti conservateur                 | DE / EPP  | Kent West                           |
| Lord Plumb               | Parti conservateur                 | DE / EPP  | Cotswolds                           |
| Anita Pollack            | Parti travailliste                 | SOC / PES | London South West                   |
| Derek Prag               | Parti conservateur                 | DE / EPP  | Hertfordshire                       |
| Peter Price              | Parti conservateur                 | DE / EPP  | London South East                   |
| Christopher Prout        | Parti conservateur                 | DE / EPP  | Shropshire & Stafford               |
| Patricia Rawlings        | Parti conservateur                 | DE / EPP  | Essex South West                    |
| Mel Read                 | Parti travailliste                 | SOC / PES | Leicester                           |
| James Scott-Hopkins      | Parti conservateur                 | DE / EPP  | Hereford & Worcester                |
| Barry Seal               | Parti travailliste                 | SOC / PES | Yorkshire West                      |
| Madron Seligman          | Parti conservateur                 | DE / EPP  | Sussex West                         |
| Richard Simmonds         | Parti conservateur                 | DE / EPP  | Wight & Hampshire East              |
| Anthony Simpson          | Parti conservateur                 | DE / EPP  | Northamptonshire                    |
| Brian Simpson            | Parti travailliste                 | SOC / PES | Cheshire East                       |
| Alex Smith               | Parti travailliste                 | SOC / PES | Scotland South                      |
| Llewellyn Smith          | Parti travailliste                 | SOC / PES | Wales South East                    |
| Tom Spencer              | Parti conservateur                 | DE / EPP  | Surrey West                         |
| John Stevens             | Parti conservateur                 | DE / EPP  | Thames Valley                       |
| George Stevenson         | Parti travailliste                 | SOC / PES | Staffordshire East                  |
| Kenneth Stewart          | Parti travailliste                 | SOC / PES | Merseyside West                     |
| Jack Stewart-Clark       | Parti conservateur                 | DE / EPP  | Sussex East                         |
| Gary Titley              | Parti travailliste                 | SOC / PES | Greater Manchester West             |
| John Tomlinson           | Parti travailliste                 | SOC / PES | Birmingham West                     |
| Carole Tongue            | Parti travailliste                 | SOC / PES | London East                         |
| Amédée Turner            | Parti conservateur                 | DE / EPP  | Suffolk                             |
| Richard Fletcher-Vane    | Parti conservateur                 | DE / EPP  | Cumbria & Lancashire North          |
| Michael Welsh            | Parti conservateur                 | DE / EPP  | Lancashire Central                  |
| Norman West              | Parti travailliste                 | SOC / PES | Yorkshire South                     |
| Ian White                | Parti travailliste                 | SOC / PES | Bristol                             |
| Joe Wilson               | Parti travailliste                 | SOC / PES | Wales North                         |
| Terry Wynn               | Parti travailliste                 | SOC / PES | Merseyside East                     |